# Anthony William Linnane
Anthony William Linnane (Sydney, 17 de julho de 1930 – Richmond, 11 de novembro de 1917) foi um bioquímico, australiano, conhecido por seu trabalho sobre mitocôndria.
Foi eleito membro da Royal Society em 1980.